# Csorba János (tanácsos)
Csorba János (Ugocsa vármegye, – Pozsony, 1860-as évek vége) császári és királyi helytartósági tanácsos.

## Élete
Helytartósági tanácsos volt az 1840-es években; Majtényi főispán neveltette Pesten. 1854–1858-ig Debrecen város polgármestere, a Ferenc József-rend lovagja. Nyugalomban élt még néhány évet Pozsonyban haláláig. Feltehetően Csorba József testvére volt.

## Munkái
- Évi jelentés 1854–55-re. Debreczen, 1855
- Évi jelentés, melyet tekintettel az 1854–58-ig lefolyt időre a község választmányának 1858. nov. rendes gyűlésébe előadott. Uo. 1858
- Jahres-Bericht für 1857–58. Uo. 1858

Arcképe Barabás által 1859-ben kőre rajzolva nyomatott Reiffenstein és Röschnél Bécsben.